# بيل ساندرسون
بيل ساندرسون هو سياسي أمريكي، ولد في 26 سبتمبر 1959 في يونيون سيتي في الولايات المتحدة. نشط حزبياً في الحزب الجمهوري. وقد انتخب عضو مجلس نواب تينيسي ‏.